# 科列茨

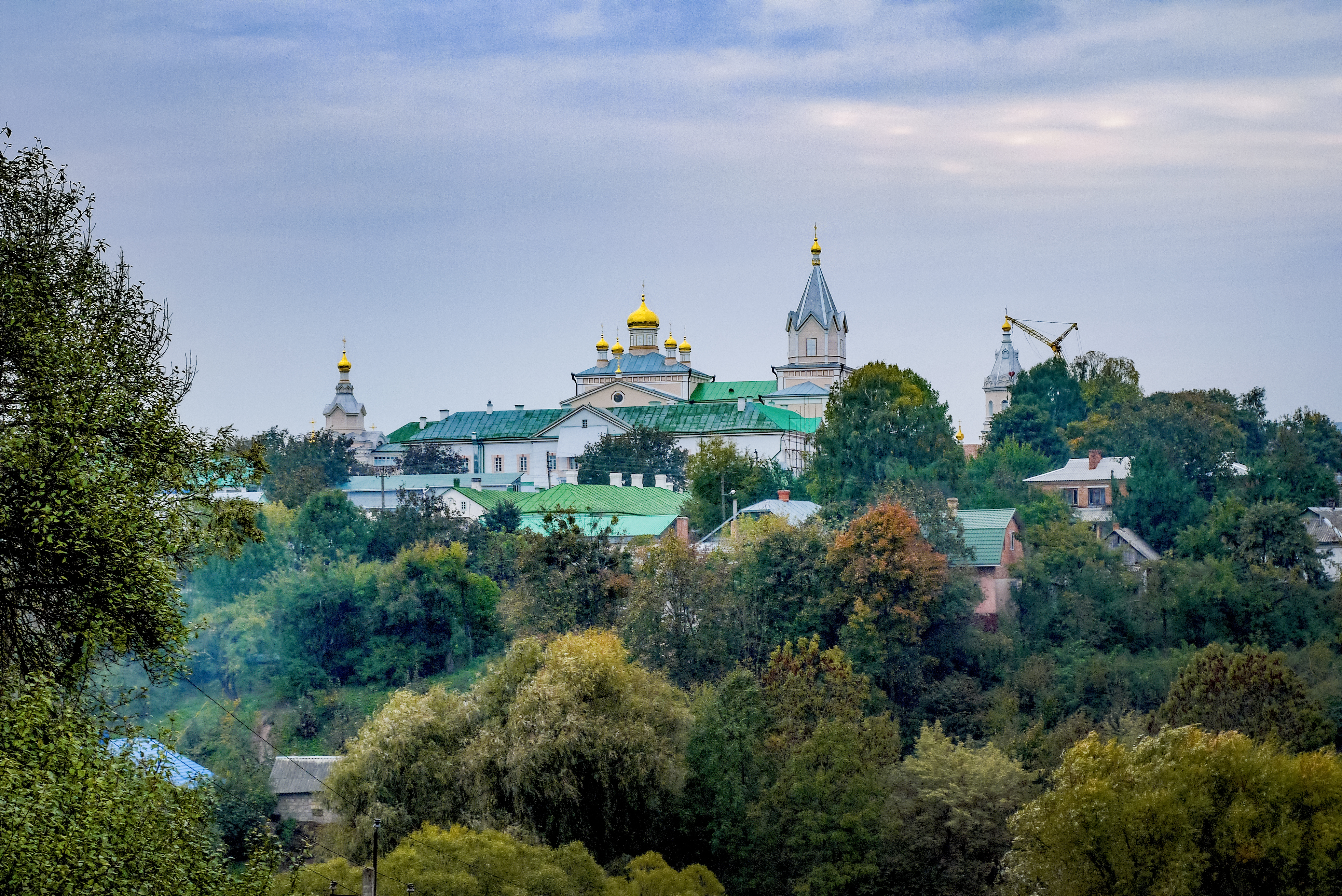
修道院

科列茨（羅馬化：Korets）是烏克蘭西北部羅夫諾州羅夫諾區科列茨市镇内的城市及其行政中心。距離州府羅夫諾64公里，始建於1150年，面積6.47平方公里，2024年人口7,000。
第二次世界大戰期間，納粹德國在1941年7月至1944年1月佔領該市。